# Rhododendron hongkongense
Espèce
Classification phylogénétique
Rhododendron hongkongense est une espèce d'arbuste de 1 à 2 m de haut appartenant à la famille des Ericaceae originaire de l'est de la Chine.
Synonyme : Azalea myrtifolia Champ.
Cette espèce, aux fleurs blanches légèrement teintées de rose, est rare dans son habitat naturel. Elle a été collectée pour la première fois dans l'île de Hong-Kong vers 1850 .
La localité de Ma On Shan  (chinois: 馬鞍山), qui se trouve dans les Nouveaux Territoires, où cette plante subsiste a été classée comme Site d'intérêt scientifique particulier.